# U-Bahnhof Kurfürstenstraße

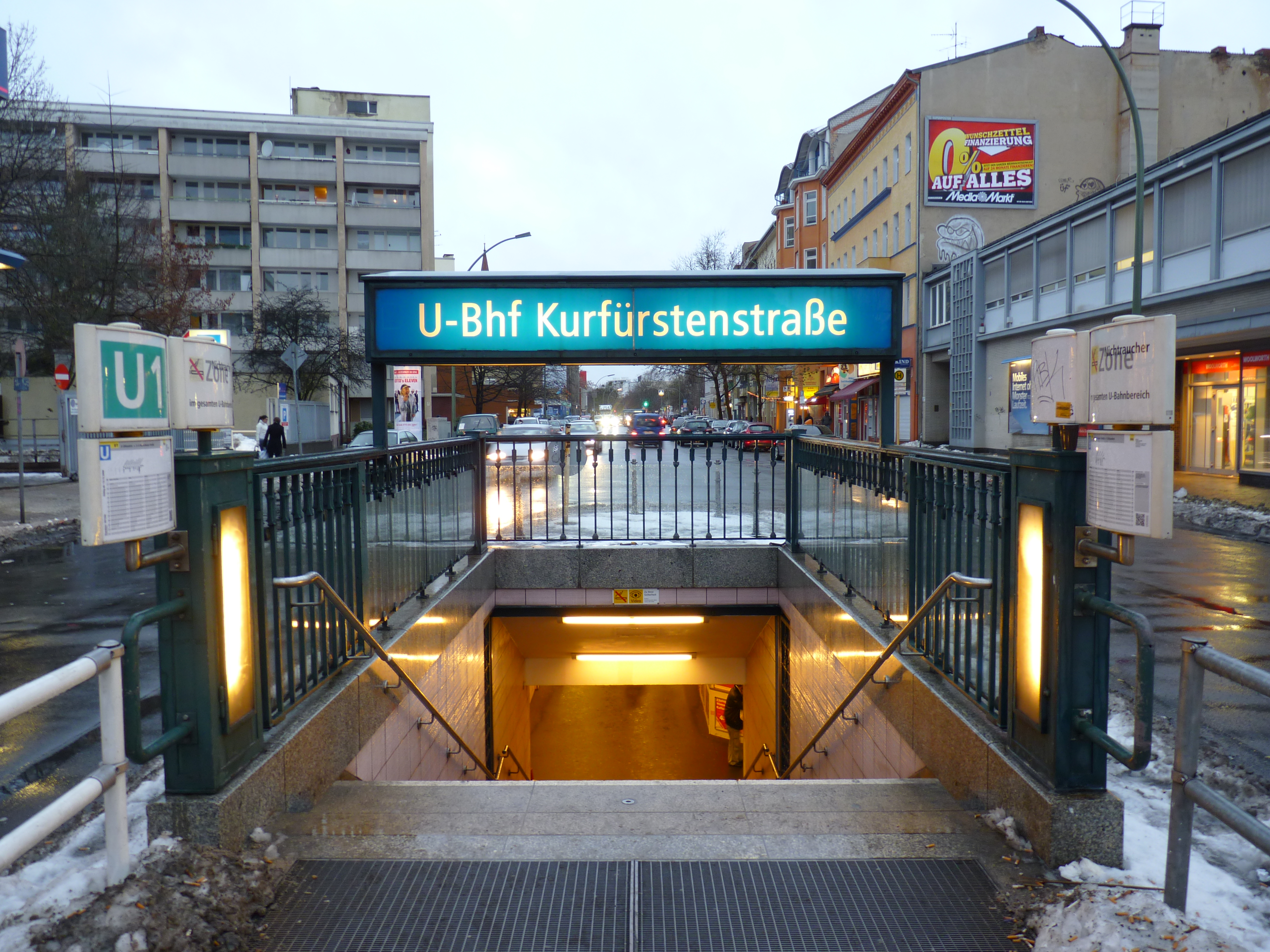
Östlicher U-Bahn-Eingang an der Potsdamer Straße

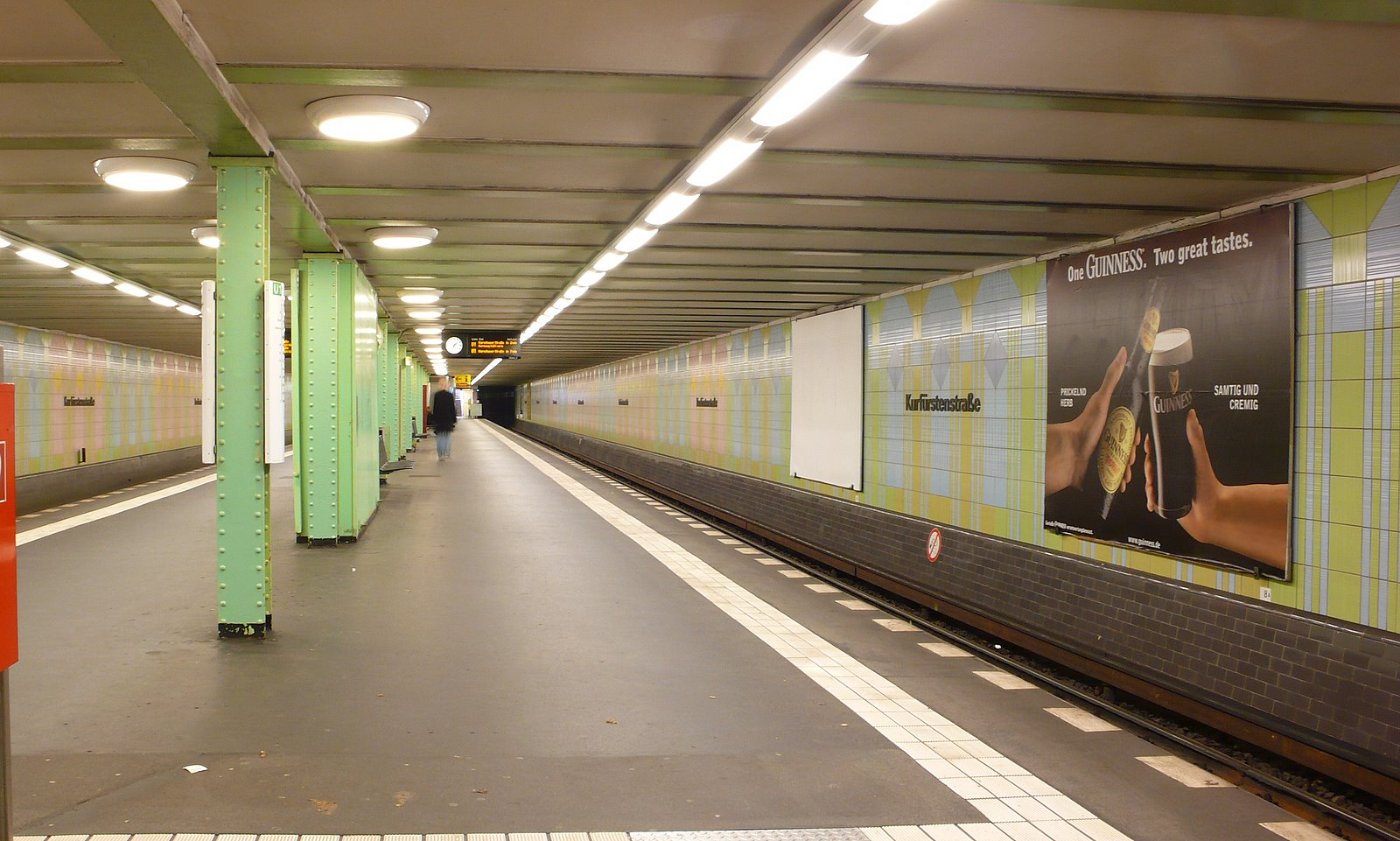
Bahnsteig

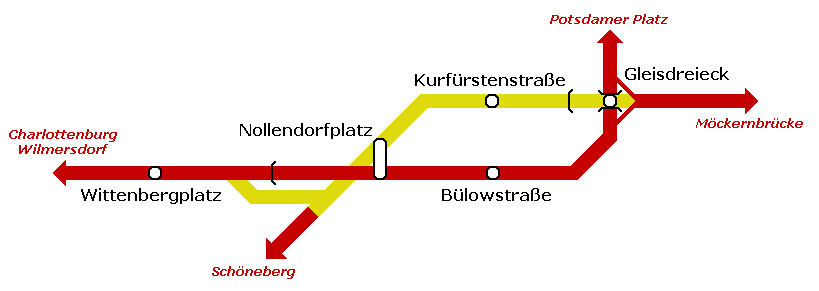
Schematische Darstellung der Entlastungsstrecke mit dem U-Bahnhof Kurfürstenstraße

Der U-Bahnhof Kurfürstenstraße ist ein Bahnhof der Berliner U-Bahn-Linien U1 und U3. Er befindet sich an der Grenze zwischen den Berliner Ortsteilen Tiergarten (Bezirk Mitte) und Schöneberg (Bezirk Tempelhof-Schöneberg) unter der namensgebenden Kurfürstenstraße. Im Bahnhofsverzeichnis der BVG wird er als Kus geführt.
Die Nachbarstationen sind 520 Meter (Nollendorfplatz) und 885 Meter (Gleisdreieck) entfernt. Der U-Bahnhof Bülowstraße der U2 liegt etwa 230 m südlich.

## Geschichte und Bauwerk
Der Bahnhof wurde am 24. Oktober 1926 als Teil der sogenannten Entlastungsstrecke eröffnet, die seinerzeit Verkehrsströme der stark frequentierten westlichen Stammstrecke zwischen Gleisdreieck und Wittenbergplatz aufnehmen sollte. Ausgänge befinden sich an beiden Enden. Bei der Errichtung entstand außerdem ein Tunnel unter der Potsdamer Straße, um diese gefahrlos unterqueren zu können.
Bei der Sanierung in den 1980er Jahren wurde die ursprünglich grau-violette Wandverkleidung durch Fliesen in bunten Pastelltönen ersetzt.
Seit dem 16. Dezember 2020 ist der Bahnhof durch einen Aufzug barrierefrei zugänglich. Weiterhin wurde die Station mit neuen Bodenfliesen auf dem Bahnsteig sowie einem Blindenleitsystem ausgestattet. Die Kosten für den barrierefreien Ausbau beliefen sich auf rund 1,7 Millionen Euro.

## Besonderheiten

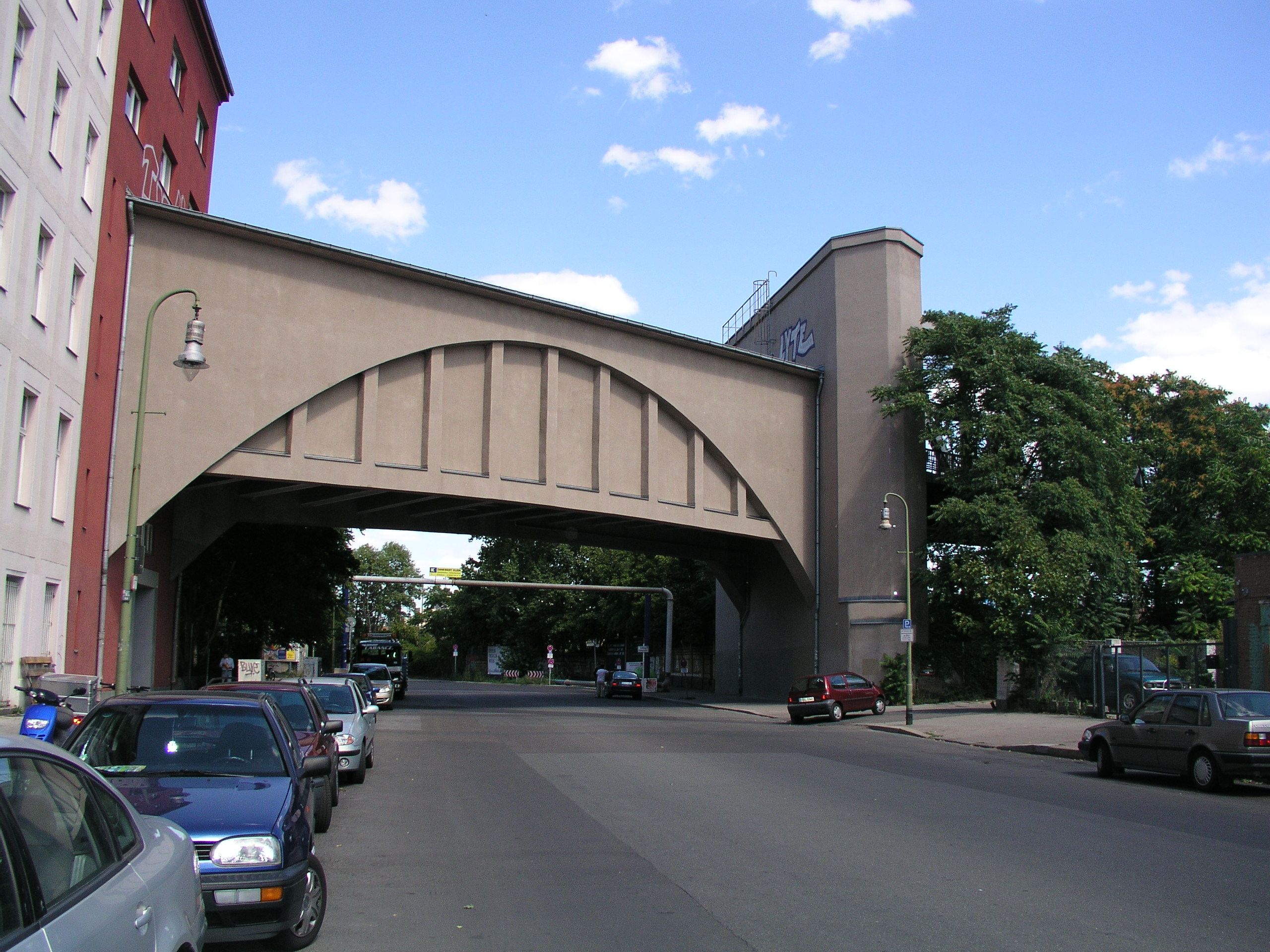
U-Bahn-Trasse durch ein Wohnhaus in der Dennewitzstraße

An die östliche Bahnhofsausfahrt schließt eine Rampe an, welche durch die Hinterhöfe einiger Wohnblocks ansteigt und schließlich durch die zweite Etage eines Wohnhauses in der Dennewitzstraße (52° 29′ 58,6″ N, 13° 22′ 12,4″ O) in eine eingehauste Straßenbrücke übergeht, ehe sie auf weiteren Brücken den ehemaligen Potsdamer Güterbahnhof quert. Auf dem Weg zum Nachbarbahnhof Gleisdreieck werden so 19 Meter Höhenunterschied überwunden.

## Anbindung
| Linie | Verlauf |
| ----- | --- |
|       | Uhlandstraße – Kurfürstendamm – Wittenbergplatz – Nollendorfplatz – Kurfürstenstraße – Gleisdreieck – Möckernbrücke – Hallesches Tor – Prinzenstraße – Kottbusser Tor – Görlitzer Bahnhof – Schlesisches Tor – Warschauer Straße |
|       | Warschauer Straße – Schlesisches Tor – Görlitzer Bahnhof – Kottbusser Tor – Prinzenstraße – Hallesches Tor – Möckernbrücke – Gleisdreieck – Kurfürstenstraße – Nollendorfplatz – Wittenbergplatz – Augsburger Straße – Spichernstraße – Hohenzollernplatz – Fehrbelliner Platz – Heidelberger Platz – Rüdesheimer Platz – Breitenbachplatz – Podbielskiallee – Dahlem-Dorf – Freie Universität (Thielplatz) – Oskar-Helene-Heim – Onkel Toms Hütte – Krumme Lanke |

Der U-Bahnhof bietet Umsteigemöglichkeiten von den Linien U1 und U3 zu den Omnibuslinien M48 und M85 der BVG.